# 北弗龍
北弗龍（挪威語：Nord-Fron）是挪威的一個市镇，位於内陆郡，行政中心为溫斯特拉村。市镇面积为1,141平方公里，人口数量为5,926人（2004年），人口密度为每平方公里5人。